# Jon Feliciano
Jonathan Feliciano (Davie, Florida, 10 de febrero de 1992), más conocido como Jon Feliciano, es un jugador profesional estadounidense de fútbol americano que se desempeña en la posición de lineman en San Francisco 49ers, equipo de la National Football League (NFL).

## Carrera
Fue seleccionado en la cuarta ronda en la Reunión Anual de Selección de Jugadores de la NFL de 2015. Hizo su debut profesional con el equipo Las Vegas Raiders, en el cual jugó cuatro temporadas (2015-2019), después pasó a Buffalo Bills (2019-2022), luego a New York Giants (2022-2023), posteriormente a San Francisco 49ers, donde lleva jugando una temporada.